# Philip Rosseter
Philip Rosseter (ur. 1567 lub 1568, zm. 5 maja 1623 w Londynie) – angielski kompozytor i lutnista.

## Życiorys
Od 1603 roku działał jako lutnista na dworze króla Jakuba I. Odpowiadał za organizację i oprawę przedstawień teatralnych, do jego zadań należało m.in. akompaniowanie podczas masek. W latach 1609–1617 był zarządcą kolejno trzech londyńskich teatrów: Children of the Queen’s Revels, Whitefriars Playhouse i Blackfriars Theatre.
Jego twórczość przynależy stylistycznie do późnego renesansu, komponował głównie pawany i galiardy. Opublikował zbiory Booke of Ayres, set foorth to be song to the Lute, Orpharian, and Bass Violl (Londyn 1601) i Lessons for Consort (Londyn 1609).